# Kamień-Słubice
Kamień-Słubice is een plaats in het Poolse district  Płocki, woiwodschap Mazovië. De plaats maakt deel uit van de gemeente Gąbin en telt 117 inwoners.